# Gond-Pontouvre
Gond-Pontouvre est une commune du Sud-Ouest de la France, située dans le département de la Charente (région Nouvelle-Aquitaine).
Elle est située au nord de la ville d'Angoulême dont elle fait partie de l'agglomération ainsi que de la communauté d'agglomération GrandAngoulême.
Ses habitants sont les Gonpontolviens et les Gonpontolviennes.

## Géographie

### Localisation et accès
Elle est traversée du sud au nord par la N 10 entre Paris et Bordeaux (déviation d'Angoulême), l'ancienne route de Paris (D 910), la route d'Angoulême à Aigre dite route de Vars (D 737) et la ligne ferroviaire Bordeaux-Paris qui franchit la Touvre au viaduc de Foulpougne.
Au sud de la commune la ligne ferroviaire Angoulême-Limoges se sépare de celle de Bordeaux-Paris et longe la Touvre.
Cette situation privilégiée permet aux automobilistes d'accéder facilement à la déviation Bordeaux-Paris (N 10, aussi rocade ouest d'Angoulême), à celle d'Angoulême à Limoges (N 141) et à la rocade Est, achevée en juin 2010.

### Quartiers et lieux-dits
La ville est formée de deux villages anciens : Le Gond, au confluent de la Touvre et de la Charente, situé sur la route de Vars, et Le Pontouvre, situé plus en amont de la Touvre, au pont de la route de Paris.
La commune comprend de nombreaux quartiers : au sud, près du Gond, on trouve Pisany, Rochine, et le Terrier. Sur la rive droite de la Touvre, au Gond, il y a le Petit Vouillac, les Bourguets, et Roffit près du pont sur la Charente en direction de Saint-Yrieix. Au Pontouvre, il y a la Basse Ville, la Garenne et Bourlion. La zone industrielle n° 3 borde la commune au sud-est.
Le Treuil est un nouveau quartier dominant la rive droite de la Touvre. Plus au nord, le hameau de Chalonne est au bord de la Charente.
La zone commerciale des Montagnes, le long de l'ancienne route nationale 10, est presque entièrement dans la commune de Champniers.

### Communes limitrophes
À l'ouest, la Charente sépare la commune de Saint-Yrieix.
| Balzac                    | Champniers     | Ruelle-sur-Touvre |
| Saint-Yrieix-sur-Charente | Gond-Pontouvre | L'Isle-d'Espagnac |
|                           | Angoulême      |                   |

### Géologie et relief
La commune est située dans le calcaire du Bassin aquitain datant du Jurassique supérieur (Kimméridgien et Portlandien) dans sa plus grande partie et du Crétacé (Cénomanien) dans une petite partie sud-est. Quant aux vallées, elles sont recouvertes d'alluvions du Quaternaire, plus anciennes lorsqu'elles sont plus hautes (quartier du Gond).
Dans la partie jurassique, il existe une faille orientée est-ouest séparant le Kimméridgien au nord du Portlandien au sud et se terminant à Bourlion,,.
Les vallées de la Charente et de la Touvre occupent principalement le sol communal. La plus grande partie de la commune est comprise en dessous d'une altitude de 50 m. Le point culminant est à une altitude de 94 m, situé sur la colline du Treuil, en limite avec Champniers. Le point le plus bas est à 27 m, situé en aval du conflent de la Touvre et de la Charente.

### Hydrographie

#### Réseau hydrographique

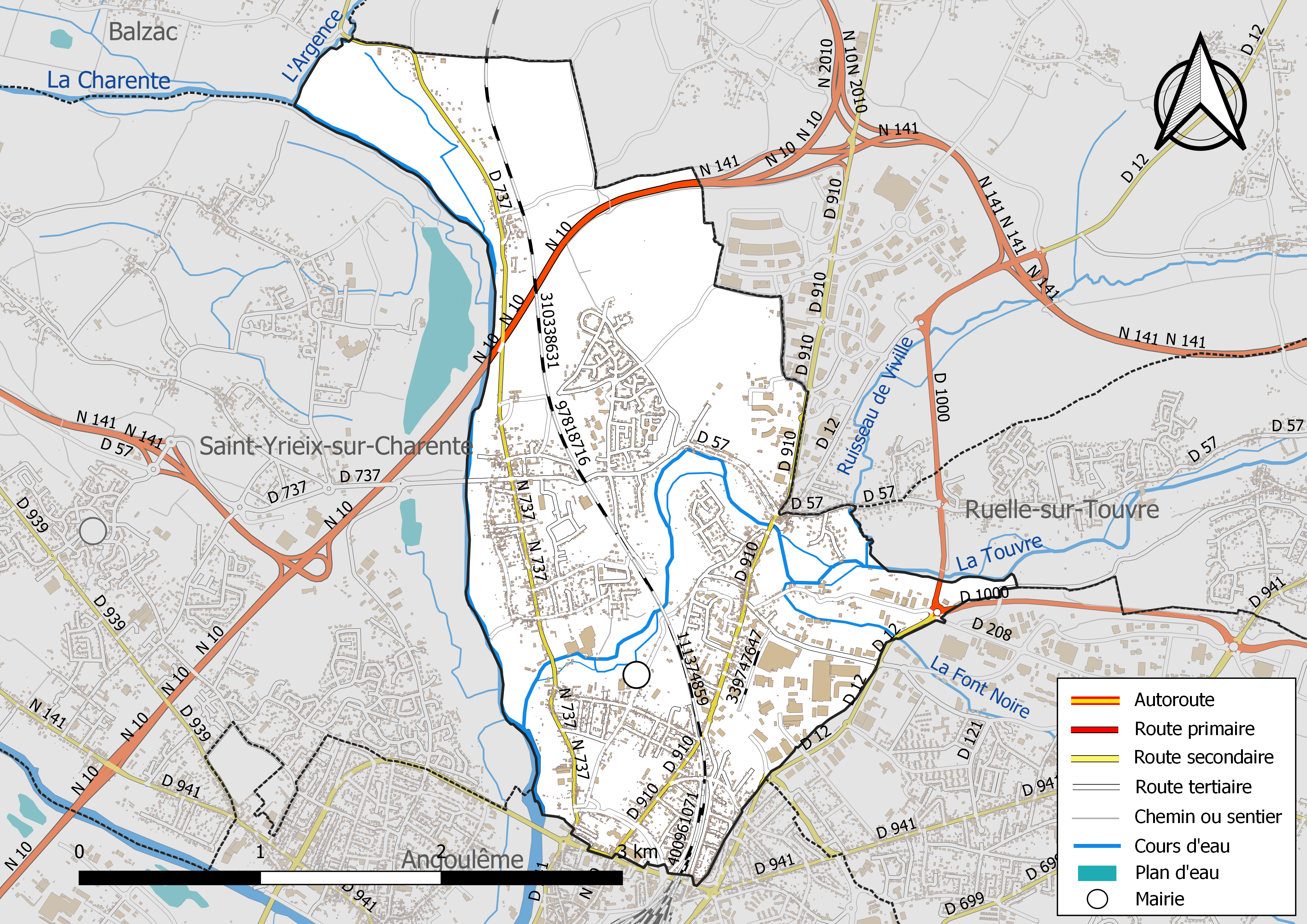
Réseaux hydrographique et routier de Gond-Pontouvre.

La commune est située dans le bassin versant de la Charente au sein  du Bassin Adour-Garonne. Elle est drainée par la Charente, l'Argence, la Touvre, la Fontaine Noire, le ruisseau de Viville, le ruisseau de Lunesse et par un petit cours d'eau, qui constituent un réseau hydrographique de 12 km de longueur totale,.
Gond-Pontouvre est située au confluent de la Charente et de la Touvre. La Charente limite la commune à l'ouest et la Touvre traverse la commune, en passant d'abord au Pontouvre puis au Gond où se situe son confluent.
La Font Noire et la Font de Lunesse en provenance de Soyaux et l'Isle-d'Espagnac traversent le sud de la commune pour se jeter dans la Touvre sur sa rive gauche. Sur sa rive droite, on peut trouver le ruisseau de Viville en provenance de Champniers et limite avec Ruelle qui se jette aussi dans la Touvre, et l'Argence qui se jette dans la Charente au nord de la commune sur sa limite avec Balzac. Quelques fontaines sont aussi à signaler comme celle de Pisse-Menu à Chalonne.

#### Gestion des eaux
Le territoire communal est couvert par le schéma d'aménagement et de gestion des eaux (SAGE) « Charente ». Ce document de planification, dont le territoire correspond au bassin de la Charente, d'une superficie de 9 300 km2, a été approuvé le 19 novembre 2019. La structure porteuse de l'élaboration et de la mise en œuvre est l'établissement public territorial de bassin Charente. Il définit sur son territoire les objectifs généraux d’utilisation, de mise en valeur et de protection quantitative et qualitative des ressources en eau superficielle et souterraine, en respect des objectifs de qualité définis dans le troisième SDAGE  du Bassin Adour-Garonne qui couvre la période 2022-2027, approuvé le 10 mars 2022.

### Climat
Le climat est océanique aquitain et semblable à celui de la ville de Cognac où est située la station météorologique départementale.
| Mois                              | jan. | fév.  | mars  | avril | mai   | juin  | jui.  | août  | sep.  | oct. | nov. | déc. | année   |
| --------------------------------- | ---- | ----- | ----- | ----- | ----- | ----- | ----- | ----- | ----- | ---- | ---- | ---- | ------- |
| Température minimale moyenne (°C) | 2    | 2,8   | 3,8   | 6,2   | 9,4   | 12,4  | 14,4  | 14    | 12,1  | 8,9  | 4,7  | 2,6  | 7,8     |
| Température moyenne (°C)          | 5,4  | 6,7   | 8,5   | 11,1  | 14,4  | 17,8  | 20,2  | 19,7  | 17,6  | 13,7 | 8,6  | 5,9  | 12,5    |
| Température maximale moyenne (°C) | 8,7  | 10,5  | 13,1  | 15,9  | 19,5  | 23,1  | 26,1  | 25,4  | 23,1  | 18,5 | 12,4 | 9,2  | 17,1    |
| Ensoleillement (h)                | 80   | 103,9 | 153,3 | 184,5 | 204,9 | 239,6 | 276,4 | 248,3 | 199,4 | 159  | 96,8 | 78,8 | 2 024,9 |
| Précipitations (mm)               | 80,4 | 67,3  | 65,9  | 68,3  | 71,6  | 46,6  | 45,1  | 50,2  | 59,2  | 68,6 | 79,8 | 80   | 783,6   |

## Urbanisme

### Typologie
Au 1er janvier 2024, Gond-Pontouvre est catégorisée ceinture urbaine, selon la nouvelle grille communale de densité à 7 niveaux définie par l'Insee en 2022.
Elle appartient à l'unité urbaine d'Angoulême, une agglomération intra-départementale dont elle est une commune de la banlieue,. Par ailleurs la commune fait partie de l'aire d'attraction d'Angoulême, dont elle est une commune de la couronne,. Cette aire, qui regroupe 94 communes, est catégorisée dans les aires de 50 000 à moins de 200 000 habitants,.

### Occupation des sols
L'occupation des sols de la commune, telle qu'elle ressort de la base de données européenne d’occupation biophysique des sols Corine Land Cover (CLC), est marquée par l'importance des territoires artificialisés (57,8 % en 2018), en augmentation par rapport à 1990 (55,8 %). La répartition détaillée en 2018 est la suivante : 
zones urbanisées (46,3 %), terres arables (16,2 %), forêts (11,8 %), zones industrielles ou commerciales et réseaux de communication (11,6 %), zones agricoles hétérogènes (9,8 %), prairies (4,3 %). L'évolution de l’occupation des sols de la commune et de ses infrastructures peut être observée sur les différentes représentations cartographiques du territoire : la carte de Cassini (XVIIIe siècle), la carte d'état-major (1820-1866) et les cartes ou photos aériennes de l'IGN pour la période actuelle (1950 à aujourd'hui).

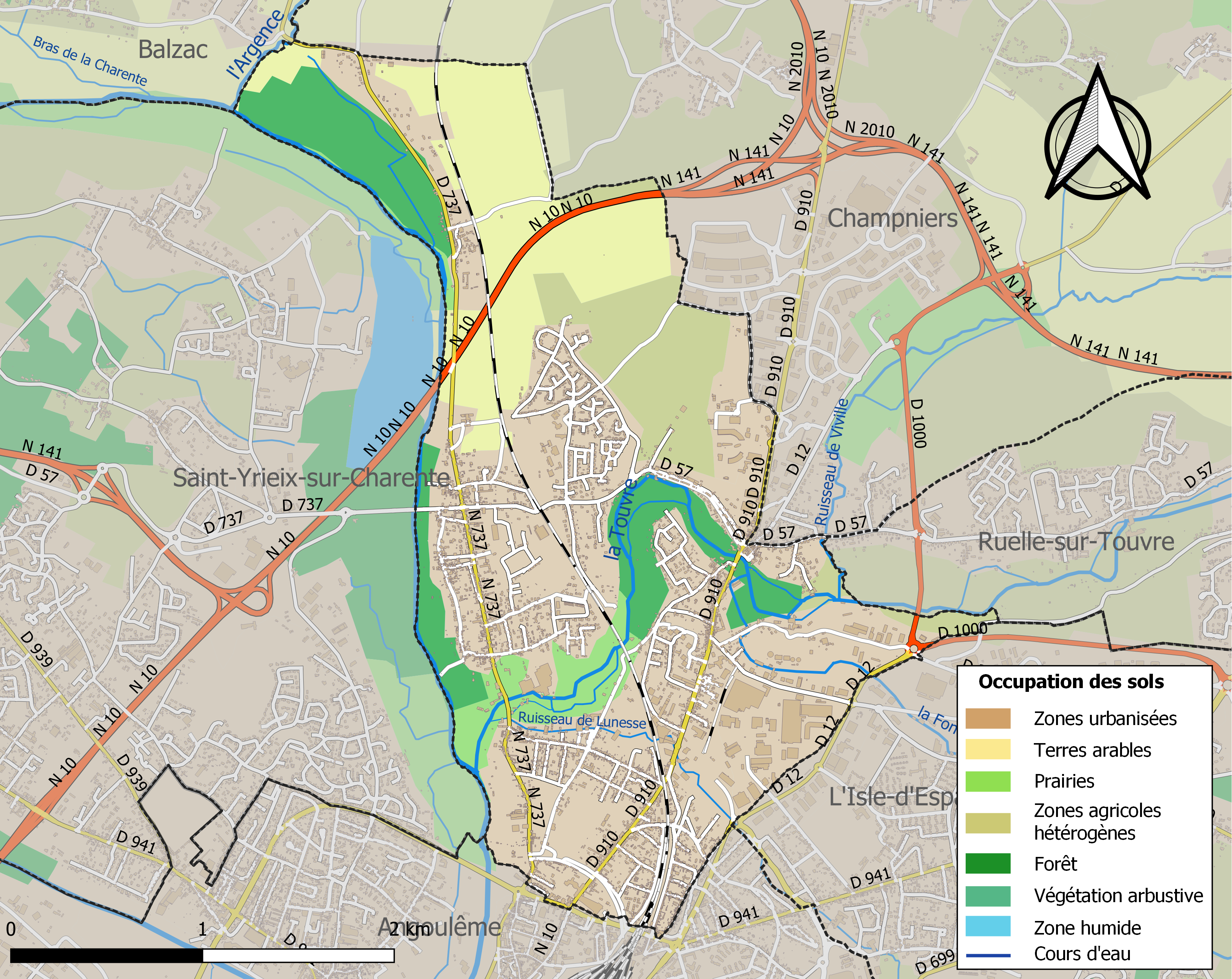
Carte des infrastructures et de l'occupation des sols de la commune en 2018 (CLC).

### Risques majeurs
Le territoire de la commune de Gond-Pontouvre est vulnérable à différents aléas naturels : météorologiques (tempête, orage, neige, grand froid, canicule ou sécheresse), inondations, mouvements de terrains et séisme (sismicité modérée). Il est également exposé à un risque technologique, le transport de matières dangereuses. Un site publié par le BRGM permet d'évaluer simplement et rapidement les risques d'un bien localisé soit par son adresse soit par le numéro de sa parcelle.

#### Risques naturels
La commune fait partie du territoire à risques importants d'inondation (TRI) Saintes-Cognac-Angoulême, regroupant 46 communes concernées par un risque de débordement du fleuve Charente (34 en Charente et 12 en Charente-Maritime), un des 18 TRI qui ont été arrêtés fin 2012 sur le bassin Adour-Garonne. Les événements antérieurs à 2014 les plus significatifs sont les crues de l'hiver 1779, de 1842, de 1859, du 9 décembre 1882 du 19 février 1904, du 10 janvier 1961, de mars-avril 1962, du 24 décembre 1982 et du 8 janvier 1994. Des cartes des surfaces inondables ont été établies pour trois scénarios : fréquent (crue de temps de retour de 10 ans à 30 ans), moyen (temps de retour de 100 ans à 300 ans) et extrême (temps de retour de l'ordre de 1 000 ans, qui met en défaut tout système de protection). La commune a été reconnue en état de catastrophe naturelle au titre des dommages causés par les inondations et coulées de boue survenues en 1982, 1983, 1993, 1999, 2013 et 2021,.

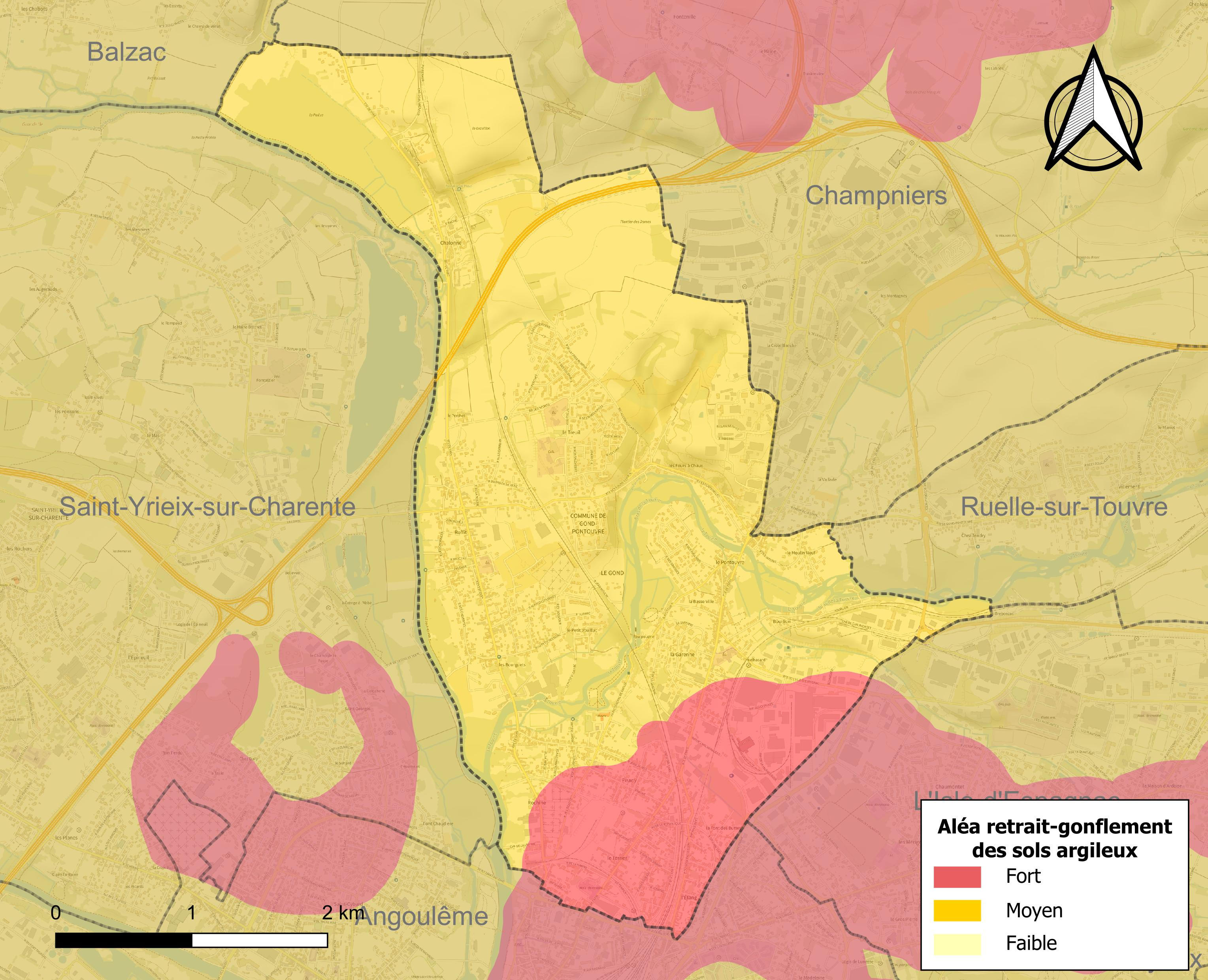
Carte des zones d'aléa retrait-gonflement des sols argileux de Gond-Pontouvre.

Les mouvements de terrains susceptibles de se produire sur la commune sont des glissements de terrain.
Le retrait-gonflement des sols argileux est susceptible d'engendrer des dommages importants aux bâtiments en cas d’alternance de périodes de sécheresse et de pluie. La totalité de la commune est en aléa moyen ou fort (67,4 % au niveau départemental et 48,5 % au niveau national). Sur les 2 608 bâtiments dénombrés sur la commune en 2019, 2 608 sont en aléa moyen ou fort, soit 100 %, à comparer aux 81 % au niveau départemental et 54 % au niveau national. Une cartographie de l'exposition du territoire national au retrait gonflement des sols argileux est disponible sur le site du BRGM,.
Par ailleurs, afin de mieux appréhender le risque d’affaissement de terrain, l'inventaire national des cavités souterraines permet de localiser celles situées sur la commune.
Concernant les mouvements de terrains, la commune a été reconnue en état de catastrophe naturelle au titre des dommages causés par la sécheresse en 2003 et 2011 et par des mouvements de terrain en 1999.

#### Risques technologiques
Le risque de transport de matières dangereuses sur la commune est lié à sa traversée par une ou des infrastructures routières ou ferroviaires importantes ou la présence d'une canalisation de transport d'hydrocarbures. Un accident se produisant sur de telles infrastructures est susceptible d’avoir des effets graves sur les biens, les personnes ou l'environnement, selon la nature du matériau transporté. Des dispositions d’urbanisme peuvent être préconisées en conséquence.

## Toponymie

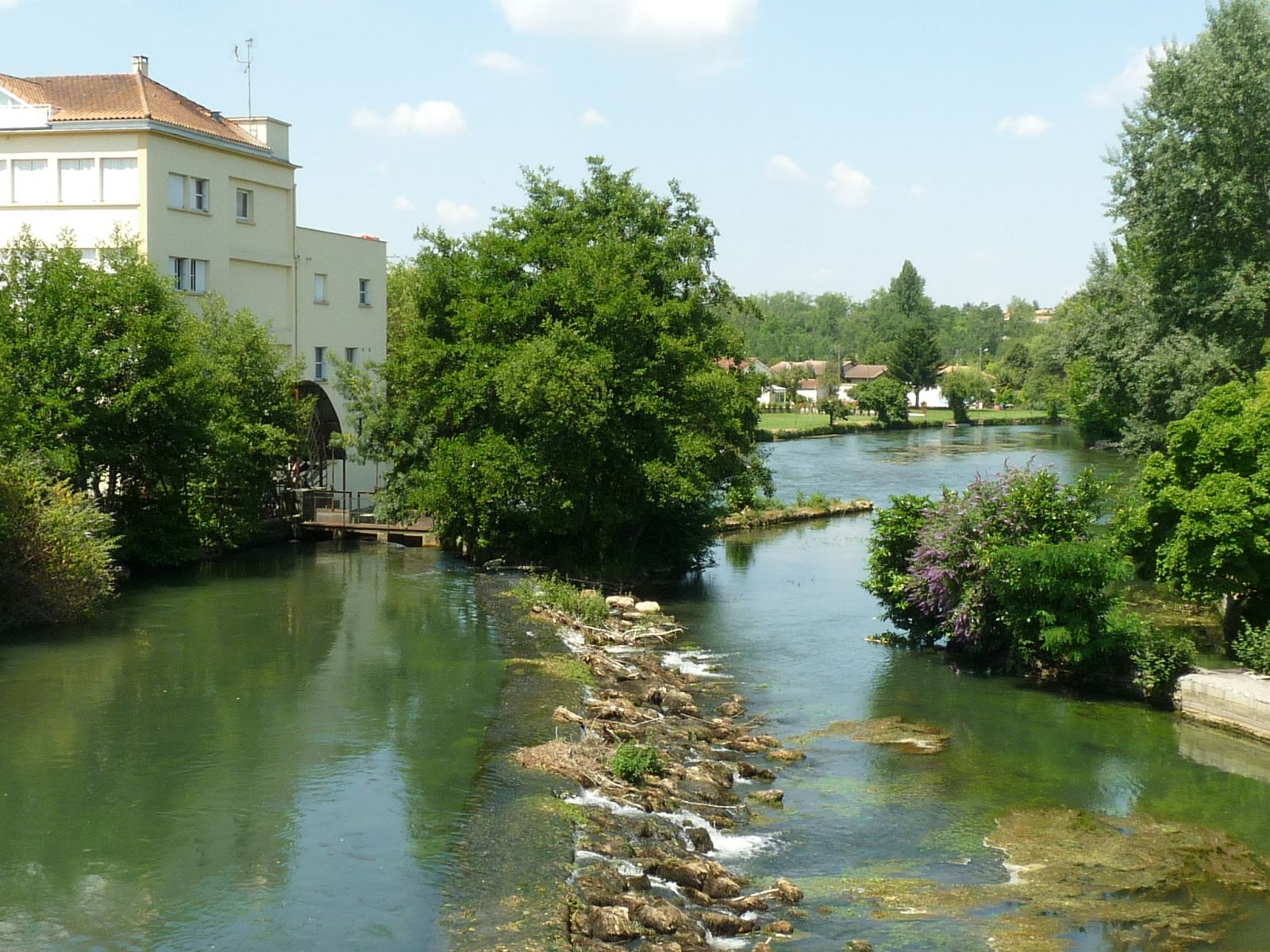
La Touvre au Pontouvre.

Le Gond est attesté par les formes anciennes Algonno peu avant 1028, Algunt vers 1028-1030, Algont, terra deu Gont au XIIIe siècle, Agunt (non daté), Algunz, Ougont (non datés).
L'origine du nom Le Gond remonterait à un nom de femme germanique Algundis avec confusion possible entre al et l'article le,.
L'origine de Pontouvre est tout simplement la contraction de « pont sur la Touvre », rivière qui traverse la commune,. Ce pont était très ancien et antérieur à celui de Ruelle.
Créée en 1793 commune de Lhoumeau dans le canton d'Angoulême, elle devient Le Houmeau dans le canton d'Angoulême-2 puis L'Houmeau-Pontouvre en 1801, Le Gond-Pontouvre en 1904, puis Gond-Pontouvre dans le canton de Ruelle en 1973, enfin érigée en chef-lieu de canton en 1982.
Le centenaire du nom de Gond-Pontouvre a donné lieu en 2004 à l'organisation de manifestations.

## Histoire
Des vestiges préhistoriques ont été trouvés au XIXe siècle : une défense d'éléphant, des ossements.
L'occupation humaine est ancienne. Un dolmen ou pierre levée dans le plantier de Roffit a été mentionné par Corlieu sous la dénomination de Tombeau du Bourguignon; il n'en reste plus de traces. Près de Roffit, au village des Blanchards, dans une sablière, ont été retrouvées des sépultures avec tegulae et poterie sigillée,.
Au Moyen Âge, déjà des moulins situés sur la Touvre devaient redevance aux comtes d'Angoulême, dont les principaux étaient situés au Gond, au Pontouvre et à Bourlion. Dès le XVe siècle, ces moulins ont réussi à s'affranchir de cet impôt onéreux.
Le territoire possédaient de nombreux fiefs, comme celui de Chalonne, possédé au XVIIIe siècle par le sieur Prévost de Touchimbert, capitaine de cavalerie.
Au XVIe siècle le Pontouvre possédait un temple, à l'époque où les protestants se réunissaient lorsqu'il leur était interdit d'exercer leur religion à l'intérieur des villes, mais lors de la Révocation de l'édit de Nantes en 1685 il a été détruit par les écoliers d'Angoulême échaudés par leurs professeurs jésuites.
Depuis l'époque de François Ier jusqu'au début du XXe siècle, le mercredi des Cendres donnait lieu à un carnaval, où un mannequin représentant Mardi gras était juché sur un âne puis jeté dans la Touvre par des jeunes gens déguisés. De nombreuses barques se dirigeaient vers lui pour le repêcher, car c'était un honneur pour celui qui y arrivait le premier. Il y avait même parfois un second mannequin, représentant sa femme Mardi Grelle. Cette étrange coutume attirait une foule importante d'Angoulême et de ses environs,.
Aux XIXe et XXe siècles, en plus des minoteries existantes, des industries se sont implantées dans la commune, comme  des fours à chaux aux Fontenelles près du Pontouvre, l'usine de feutres au Gond (devenue COFPA), etc..
Pendant la première moitié du XXe siècle, la commune était aussi traversée par la petite ligne ferroviaire d'intérêt local à voie métrique des Chemins de fer économiques des Charentes allant d'Angoulême à Saint-Angeau, et qui passait par Champniers, appelée le petit Mairat, qui traversait la Touvre au Pontouvre, ainsi que par la voie métrique des Chemins de fer départementaux appelée le petit Rouillac, qui allait à Rouillac par Fléac et traversait la Charente au Gond. La commune hébergeait aussi le dépôt et l'usine électrique des tramways d'Angoulême, situés près du cimetière du Gond à Rochine.

## Politique et administration

### Liste des maires

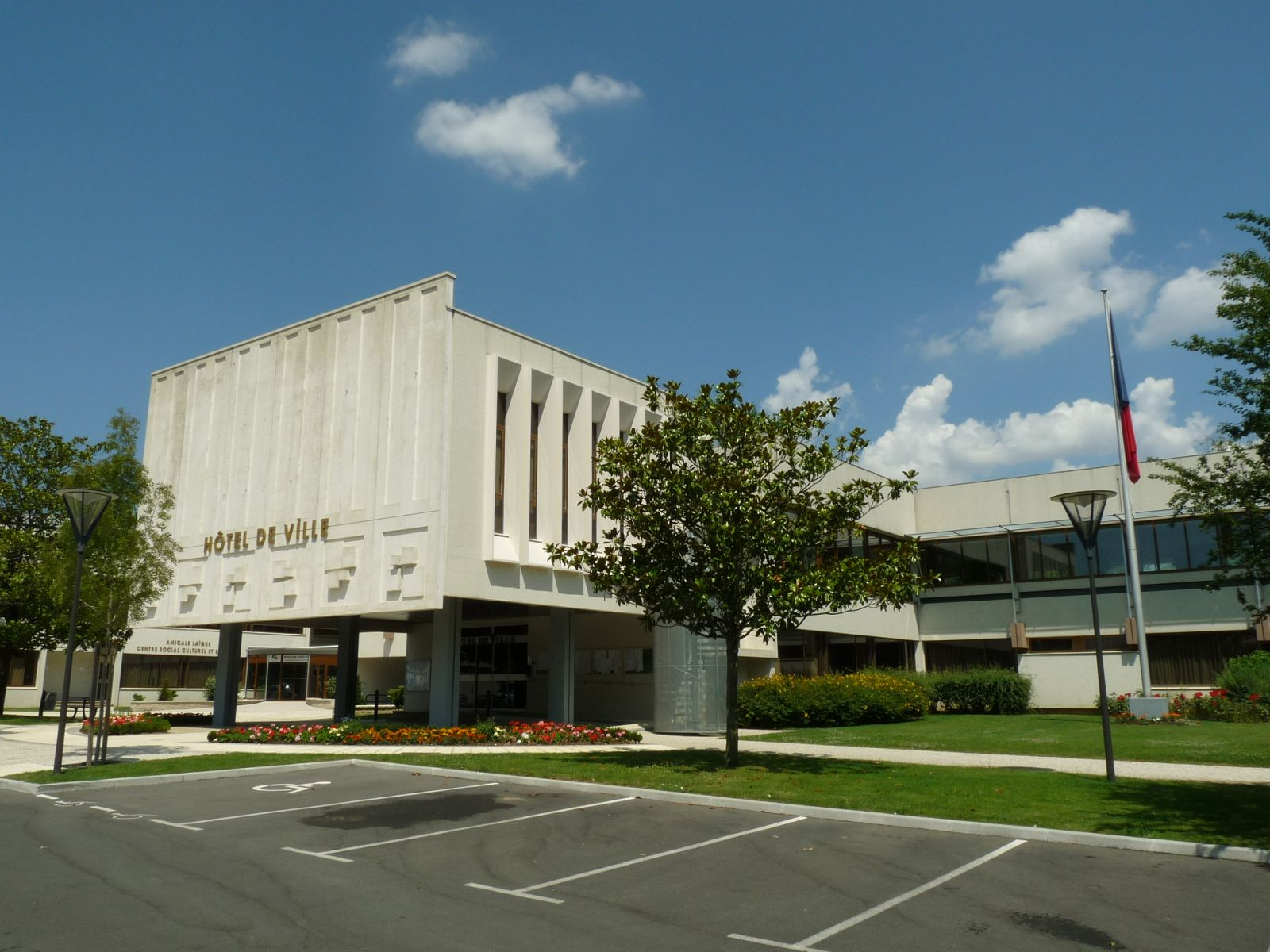
L'hôtel de ville.

| Période                                  | Période   | Identité                | Étiquette     | Qualité |
| ---------------------------------------- | --------- | ----------------------- | ------------- | --- |
| Les données manquantes sont à compléter. |           |                         |               | |
| mars 1926                                | août 1944 | Henri Guionnet          | PSdF puis USR | Cultivateur Conseiller d'arrondissement (1935-1940) |
| Les données manquantes sont à compléter. |           |                         |               | |
| ca. 1965                                 |           | Eugène Cadier           | SFIO          | |
| av. 1971                                 | mars 1983 | Jean Nebout (1916-2019) | PS puis DVG   | |
| mars 1983                                | mars 2014 | Jean-Claude Beauchaud   | PS            | Enseignant retraité Député de la Charente (4e circ.) (1993 → 2007) Vice-président de la CA du Grand Angoulême Suppléant des députés Jean-Michel Boucheron (1988 → 1993) et Martine Pinville (2007 → 2012) |
| mars 2014                                | En cours  | Gérard Dezier           | PS            | Retraité de la DCN Vice-président du Grand Angoulême (2017 → ) |

## Démographie

### Évolution démographique
L'évolution du nombre d'habitants est connue à travers les recensements de la population effectués dans la commune depuis 1793. Pour les communes de moins de 10 000 habitants, une enquête de recensement portant sur toute la population est réalisée tous les cinq ans, les populations de référence des années intermédiaires étant quant à elles estimées par interpolation ou extrapolation. Pour la commune, le premier recensement exhaustif entrant dans le cadre du nouveau dispositif a été réalisé en 2006.

En 2022, la commune comptait 5 884 habitants, en évolution de −1,85 % par rapport à 2016 (Charente : −0,48 %, France hors Mayotte : +2,11 %).
| 1793 | 1800 | 1806 | 1821  | 1831  | 1841  | 1846  | 1851  | 1856  |
| ---- | ---- | ---- | ----- | ----- | ----- | ----- | ----- | ----- |
| 867  | 905  | 999  | 1 110 | 1 258 | 1 392 | 1 429 | 1 503 | 1 403 |

| 1861  | 1866  | 1872  | 1876  | 1881  | 1886  | 1891  | 1896  | 1901  |
| ----- | ----- | ----- | ----- | ----- | ----- | ----- | ----- | ----- |
| 1 744 | 1 851 | 1 828 | 2 165 | 2 357 | 2 546 | 2 567 | 2 884 | 2 958 |

| 1906  | 1911  | 1921  | 1926  | 1931  | 1936  | 1946  | 1954  | 1962  |
| ----- | ----- | ----- | ----- | ----- | ----- | ----- | ----- | ----- |
| 3 125 | 3 363 | 3 552 | 3 685 | 3 868 | 4 136 | 4 736 | 5 032 | 5 399 |

| 1968  | 1975  | 1982  | 1990  | 1999  | 2006  | 2011  | 2016  | 2021  |
| ----- | ----- | ----- | ----- | ----- | ----- | ----- | ----- | ----- |
| 5 426 | 5 310 | 6 286 | 6 019 | 5 971 | 5 821 | 5 905 | 5 995 | 5 950 |

| 2022  | - | - | - | - | - | - | - | - |
| ----- | - | - | - | - | - | - | - | - |
| 5 884 | - | - | - | - | - | - | - | - |

### Pyramide des âges
En 2018, le taux de personnes d'un âge inférieur à 30 ans s'élève à 31 %, soit au-dessus de la moyenne départementale (30,2 %). À l'inverse, le taux de personnes d'âge supérieur à 60 ans est de 30,9 % la même année, alors qu'il est de 32,3 % au niveau départemental.
En 2018, la commune comptait 2 804 hommes pour 3 253 femmes, soit un taux de 53,71 % de femmes, largement supérieur au taux départemental (51,59 %).
Les pyramides des âges de la commune et du département s'établissent comme suit.
| Hommes | Classe d’âge | Femmes |
| ------ | ------------ | ------ |
| 0,7    | 90 ou +      | 3,2    |
| 9,9    | 75-89 ans    | 13,4   |
| 16,5   | 60-74 ans    | 17,4   |
| 20,3   | 45-59 ans    | 19,7   |
| 19,6   | 30-44 ans    | 16,7   |
| 15,6   | 15-29 ans    | 15,1   |
| 17,3   | 0-14 ans     | 14,3   |

| Hommes | Classe d’âge | Femmes |
| ------ | ------------ | ------ |
| 1      | 90 ou +      | 2,7    |
| 9,2    | 75-89 ans    | 12     |
| 20,6   | 60-74 ans    | 21,3   |
| 20,7   | 45-59 ans    | 20,3   |
| 16,8   | 30-44 ans    | 16     |
| 15,6   | 15-29 ans    | 13,4   |
| 16,1   | 0-14 ans     | 14,3   |

## Économie

### Industrie
La partie orientale de la commune est occupée par la zone industrielle no 3, en limite avec la commune de L'Isle-d'Espagnac.

## Équipements, services et vie locale

### Enseignement
- collège d'enseignement secondaire public : René-Cassin. Durant l'année scolaire 2012-2013, il regroupe 512 élèves de la 6e à la 3e répartis dans 21 classes[48].
- trois écoles élémentaires publiques : le Treuil, Pierre-et-Marie-Curie (Roffit) et le Pontouvre
- trois écoles maternelles : le Treuil, la Capucine et Charles-Perrault[49].

### Sports et activités
- Le club de tennis de table est le TTGP.
- Le club de pétanque (ALGP) 1er club en Charente en nombre de licenciés.
- Le club de football est Athletic Club Gond-Pontouvre Football, nommé Gallia-Club entre sa fondation dans les années 1930 et 2005[50].

## Lieux et monuments

### Patrimoine religieux
- L'église paroissiale Notre-Dame-de-la-Paix est située au Gond, sur la route de Vars, non loin du confluent de la Touvre et de la Charente. Elle fut construite entre 1950 et 1956 grâce aux fonds d'une association paroissiale. Sa paroisse est celle de Saint-Jacques de l'Houmeau à Angoulême.
- L'ancienne chapelle du Pontouvre était située à côté du pont sur la Touvre, près de la route de Paris. Elle s'appelait l'Immaculée-Conception et a été construite en 1875 et offerte par une habitante, Augustine Tardieu. Son clocheton a été enlevé lorsqu'elle a été transformée en entrepôt au XXe siècle.
- La chapelle de la Providence est située près d'Angoulême, sur la route de Paris. Elle a été construite en 1868 et faisait partie d'un asile pour indigentes de la commune d'Angoulême de la famille Leclerc-Chauvin. C'est maintenant la chapelle de la maison de retraite de la Providence[51].

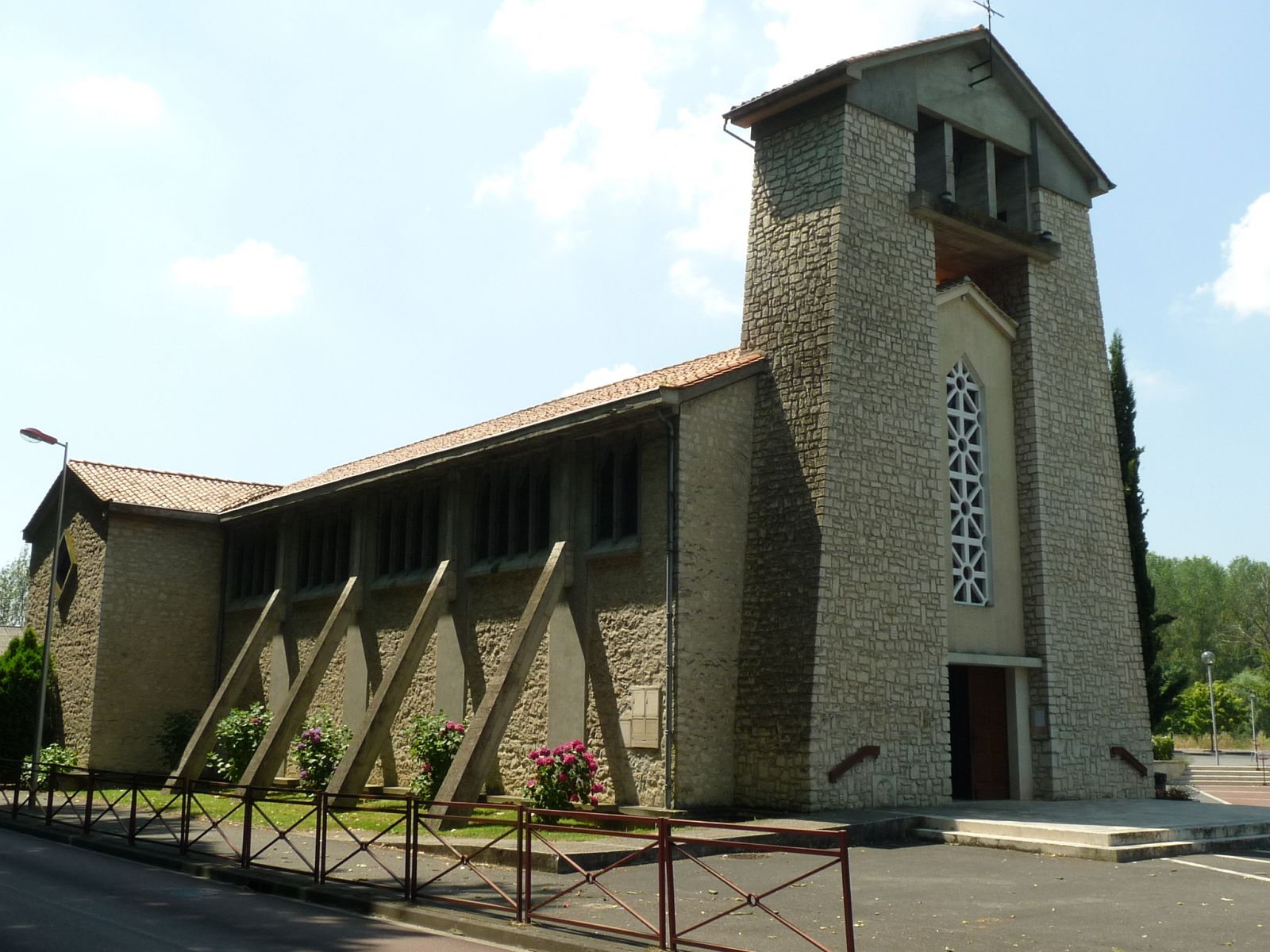
L'église Notre-Dame-de-la-Paix, au Gond.
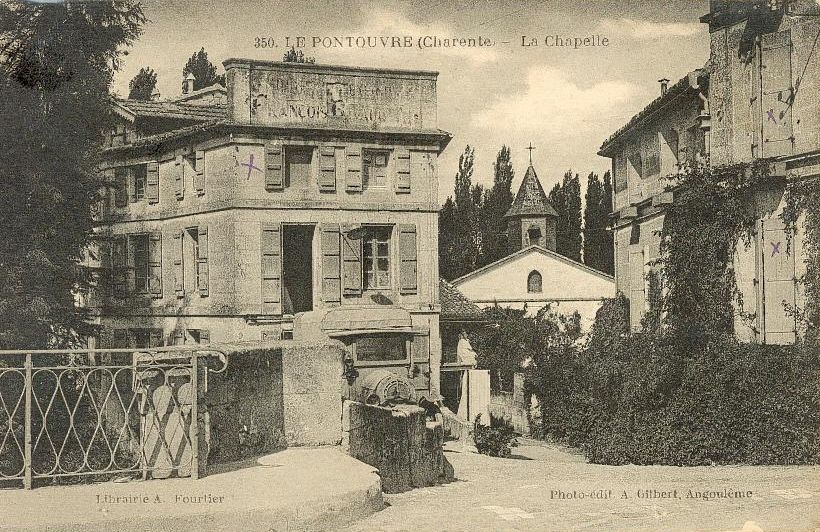
L'ancienne chapelle du Pontouvre (tout au fond), en 1900.
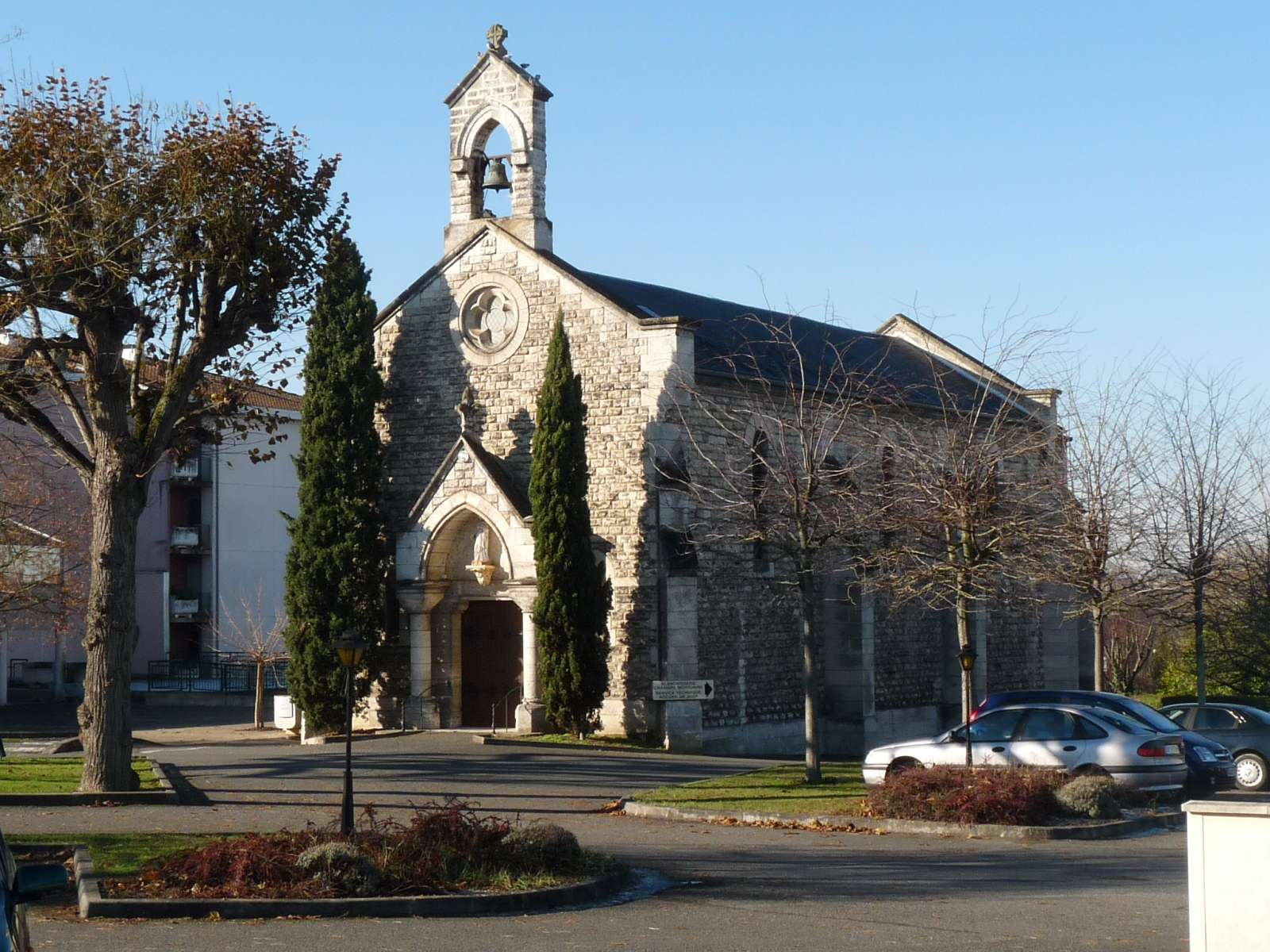
La chapelle de la Providence.

### Patrimoine civil
- Viaduc de Foulpougne.

### Patrimoine environnemental
La Touvre offre de belles promenades en canoë. Un parc ombragé est situé entre l'hôtel de ville et le viaduc de Foulpougne, sur des îles de la rivière.

## Personnalités liées à la commune
- Jean-Claude Beauchaud (1936-2024) : homme politique français, né au Gond-Pontouvre dont il a été le maire.
- Daniel Bœuf (XXe siècle) : peintre paysagiste, né à Gond-Pontouvre.
- Daniel Solas (1946-), footballeur, né à Gond-Pontouvre.
- Francis Delage (1950-), chef cuisinier français, né à Gond-Pontouvre.

## Jumelages
| La commune a développé une association de jumelage avec : - Boticas (Portugal), voir Boticas (pt) | \| Boticas Gond-Pontouvre \| |
| Boticas Gond-Pontouvre                                                                            |                              |